# П'ятдесят доларів США
П'ятдесят доларів США  — одна з найбільших банкнот США (друга за номінальною вартістю після 100-доларової банкноти). 
Випускається Федеральною резервною системою США. Друкує банкноти Бюро гравіювання та друку США. За даними бюро, термін служби купюри становить 55 місяців. Приблизно 6 % всіх віддрукованих 2009 року банкнот склали 50-доларові. 

## Зовнішній вигляд
Банкнота має розмір 156 мм на 66,3 мм. На аверсі банкноти зображений 18-й президент США Улісс Грант, на реверсі  — Капітолій США, де з середини XIX століття засідає Конгрес США. 

Варіанти банкнот
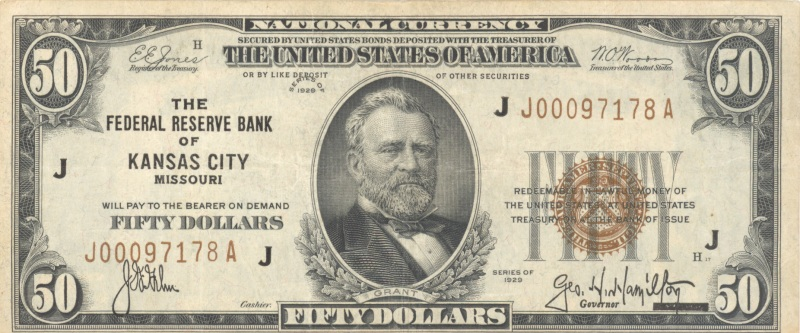
1929
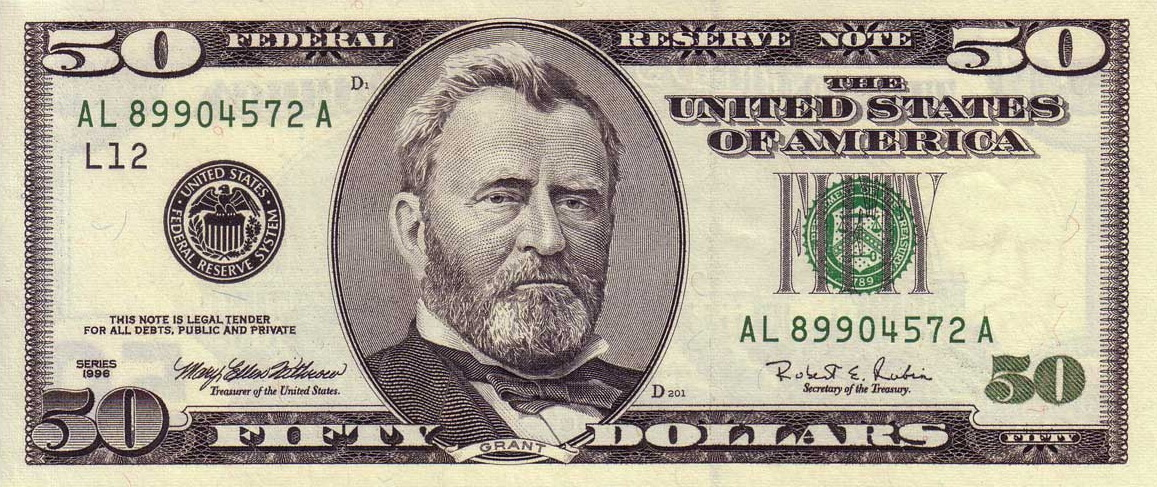
1996
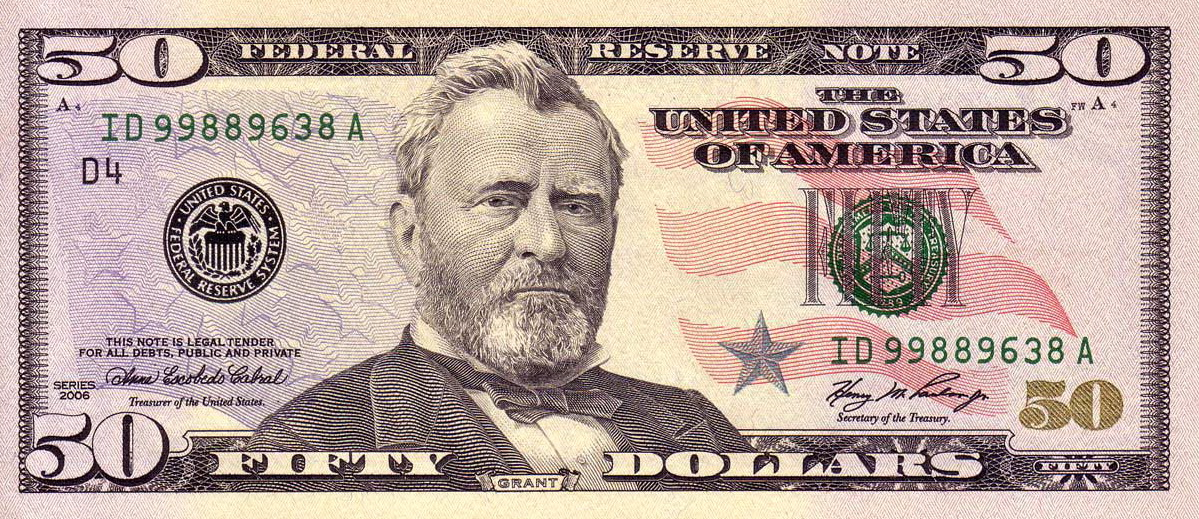
2006